# Васютин, Сергей Касьянович
Сергей Касьянович Васютин (1912—1976) — навалоотбойщик шахты № 19-бис треста «Новгородуголь», Герой Социалистического Труда (1948).

## Биография
Родился 5 октября 1912 года в деревне Шалимовка (ныне — Покровского района Орловской области) в крестьянской семье. Русский. В январе 1930 года уехал на заработки в Донбасс. Работал навалоотбойщик на шахте № 31.
В начале Великой Отечественной войны был переведен в Ленинградский бассейн. В 1941 году, в связи с угрозой оккупации, здесь были затоплены многие шахты. С 1942 года началось их восстановление и прокладка новых шурфов, в 1943 году были введены в действие 12 новых шахт, которые ежегодно отгружали от 44 до 50 тыс. тонн угля. Большая заслуга в этом была и забойщика Сергея Васютина. Жил он в селе Комарово (Любытинский район Новгородской области).
В 1944 году было создано Комаровское шахтоуправление треста «Новгородуголь», на шахтах которого продолжал работать Васютин забойщиком-крепильщиком, навалоотбойщиком. Он отлично изучил геологические условия шахт Ленинградского бассейна, строение угольных пластов, условия их залегания. И в послевоенные годы почти ежедневно перевыполнял нормы выработки. Личное пятилетнее задание выполнил за два года и десять месяцев.
Указом Президиума Верховного Совета СССР от 28 августа 1948 года за выдающиеся успехи в деле увеличения добычи угля, восстановления и строительства угольных шахт и внедрение передовых методов работы, обеспечивающих значительный рост производительности труда Васютину Сергею Касьяновичу присвоено звание Героя Социалистического Труда с вручением ордена Ленина и золотой медали «Серп и Молот».
Продолжал работать в Комаровском шахтоуправлении до 1951 года. Затем уехал на юг, работал на шахте рудоуправления «Сулюктауголь» треста «Киргизуголь». Но задержался здесь меньше чем на год, климат не подошел. В мае 1952 вернулся в среднюю полосу.
Работал в тресте «Калининуголь» на шахтах № 2, № 65 «Жданковская». С сентября 1953 — в тресте «Дорогобужшахтострой», на шахте № 1 «Смоленская», затем мотористом строительства домов от шахты.
Жил в городе Сафоново Смоленской области. В 1963 году, выйдя на пенсию, переехал в Донбасс, в Макеевку. Умер 20 января 1976 года.
Награждён двумя орденами Ленина (01.08.1944, 28.08.1948), орденом Трудового красного Знамени, медалью; знаком Почетный шахтер (03.11.1947).